# Sergueï Koniaguine
Sergueï Vladimirovitch Koniaguine (en russe : Серге́й Владимирович Конягин) est un mathématicien russe, né le 25 avril 1957 à Saratov. Il est professeur de mathématiques à l'université d'État de Moscou.

## Biographie
Koniaguine participe aux Olympiades internationales de mathématiques dans l'équipe de l'Union des républiques socialistes soviétiques et obtient deux médailles d'or consécutivement en 1972 et 1973, avec un score parfait de 100 % les deux fois. Âgé alors de 15 ans, il devient l'un des lauréats les plus jeunes ayant obtenu un score parfait.
Koniaguine étudie à l'université d'État de Moscou et soutient une thèse de doctorat sous la direction de Sergueï Stetchkine (en) (Approximative Properties of Sets in Normed Linear Spaces). En 1989 il obtient un doctorat russe (équivalent d'une habilitation universitaire), avec la thèse : Représentation de fonctions par des séries trigonométriques. 
Il est professeur à l'université de Moscou et chercheur principal à l'Institut de mathématiques Steklov à Moscou.
Il travaille surtout en analyse harmonique, sommation de caractères avec applications à la théorie analytique des nombres, meilleures approximations de fonctions, et des polynômes. En 1981, il a démontré une conjecture de John Edensor Littlewood sur les bornes inférieures de sommes exponentielles pondérées.

## Prix et distinctions
En 1990, il est lauréat du prix Salem. En 2006, il est conférencier invité au Congrès international des mathématiciens à Madrid (Almost everywhere convergence and divergence of Fourier series). En 2012, il est élu Fellow de l'American Mathematical Society. Il est membre de l'Académie des sciences de Russie depuis 2016 (correspondant depuis 2011).

## Travaux (sélection)
- avec Igor Shparlinski, Character sums with exponential functions and their applications, Cambridge, Cambridge University Press, coll. « Cambridge Tracts in Mathematics 136 », 1999 (ISBN 0-521-64263-9)
- Ben J. Green et Sergei Konyagin, « On the Littlewood Problem Modulo a Prime », Canadian Journal of Mathematics, vol. 61, no 1,‎ 2009, p. 141-164 (DOI 10.4153/cjm-2009-007-4, arXiv math/0601565)
- « On a problem of Littlewood », Izv. Akad. Nauk SSSR Ser. Mat., vol. 45, no 2,‎ 1981, p. 243–265 (lire en ligne, consulté le 14 décembre 2019). — Traduction anglaise  Math. USSR Izvestija, p. 205–225.
- avec S. V. Sevastyanov, « Estimate of the number of vertices of a convex integral polyhedron in terms of its volume », Functional Analysis and its Applications, vol. 18,‎ 1984, p. 11-13. — une minoration a été donnée auparavant par George Andrews en 1963.
- « On estimates of sums of Gauss and Waring's problem for prime module », Proc. Steklov Inst. Math., vol. 198,‎ 1994, p. 105–117.

- « Limits of indeterminacy of trigonometric series », Math. Notes, vol. 44, no 6,‎ 1988, p. 910–920.